# Новосёловка (Пологовский район)
Новосёловка (укр. Новоселівка) — село,
Новосёловский сельский совет,
Пологовский район,
Запорожская область,
Украина.
Код КОАТУУ — 2324283501. Население по переписи 2001 года составляло 619 человек.
Является административным центром Новосёловского сельского совета, в который, кроме того, входят сёла
Межирич и
Шевченко.

## Географическое положение
Село Новосёловка находится на левом берегу реки Гайчур,
выше по течению на расстоянии в 1 км расположено село Шевченко,
ниже по течению на расстоянии в 2,5 км расположено село Степановка (Гуляйпольский район),
на противоположном берегу — село Межирич.
Река в этом месте извилистая, образует лиманы и старицы.

## История
- 1863 год — дата основания.

## Экономика
- «Агрофирма им. Шевченко», ЧП.

## Объекты социальной сферы
- Школа.
- Детский сад.
- Дом культуры.
- Фельдшерско-акушерский пункт.

## Достопримечательности
- Братская могила советских воинов.